# Zeuneria biramosa
Zeuneria biramosa är en insektsart som beskrevs av Sjöstedt 1929. Zeuneria biramosa ingår i släktet Zeuneria och familjen vårtbitare. Inga underarter finns listade i Catalogue of Life.